# El Cavaller de Bamberg
El cavaller de Bamberg (en alemany Der Bamberger Reiter o der steinerne Reiter) és una estàtua eqüestre de bust rodó, col·locada a l'interior de la catedral de Bamberg, a Alemanya. L'escultura va ser tallada a la primera meitat del segle xiii, probablement el 1230, abans de la consagració de l'església catedral el 1240. És una reeixida manifestació d'art gòtic, amb influències dels escultors de les catedrals gòtiques franceses, com Reims. Es troba en una mènsula adossada a una pilastra del cor oriental.

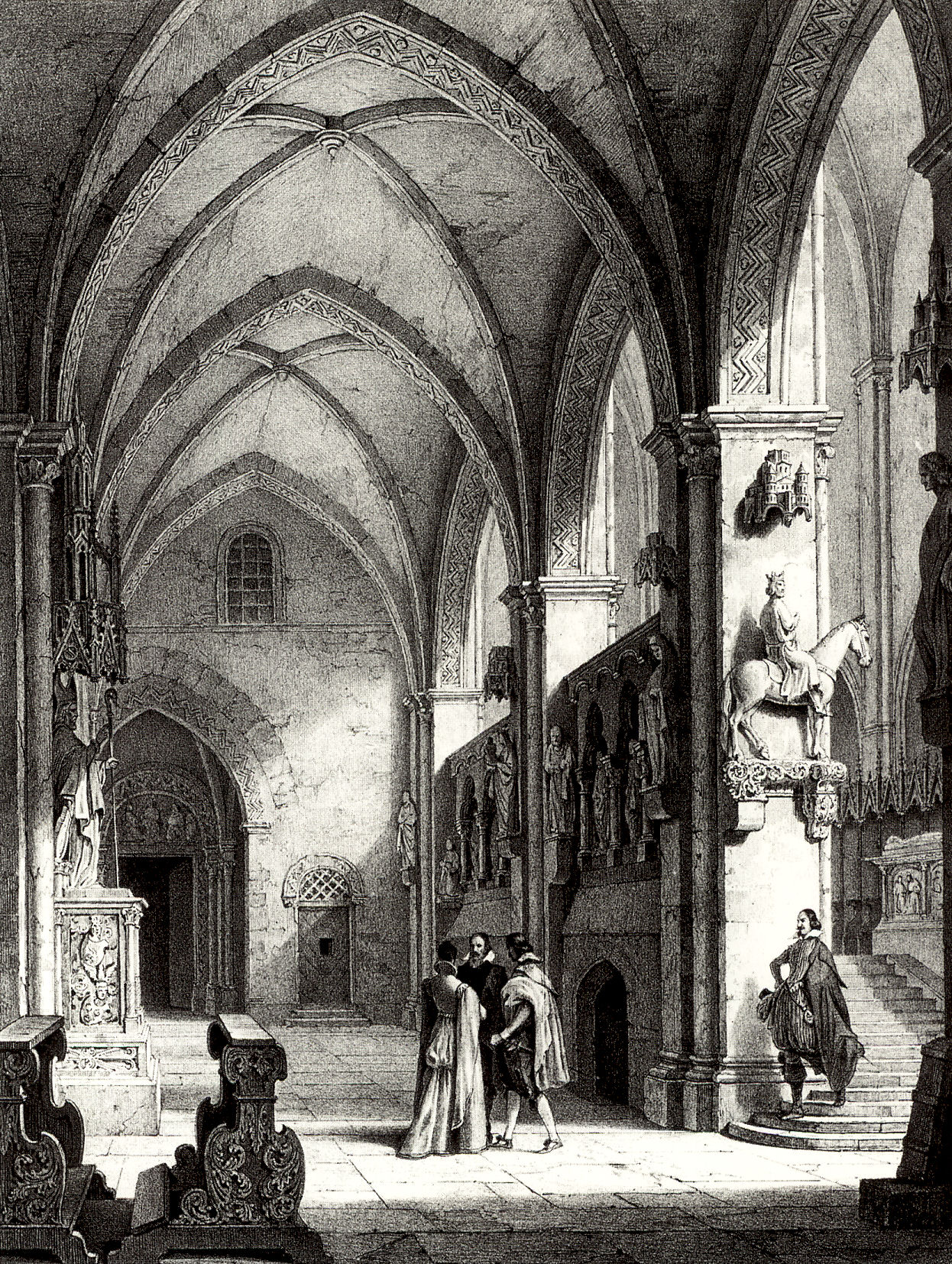
Litografia del 1820 de la porta de Santa Maria de la catedral de Bamberg

La figura representada a mida natural és la d'un cavaller rasurat, amb corona i sense armes, mirant a un costat. La posició dreta sobre el cavall denota un port senyorial i la corona cenyida indica que es tracta d'un personatge regi, encarnant les virtuts de la noblesa germànica de l'època medieval.
Es desconeix la identitat del personatge retratat, encara que s'apunta com possibles: sant Enric emperador (973-1024), enterrat precisament a la catedral de Bamberg, el seu cunyat Esteve I d'Hongria, Conrad III d'Alemanya (1093-1192), que va néixer i morir a Bamberg i d'altres com un rei mag o l'emperador romà Constantí.
El cavall té el cap aixecat i porta un arnès decorat i ferradures als cascs; és la primera vegada que apareix en l'art la ferradura equina. Se suposa que l'escultura estava originàriament policromada.